# Katharine Byron
Katharine Byron, nata Edgar (Detroit, 25 ottobre 1903 – Washington, 28 dicembre 1976), è stata una politica statunitense, membro della Camera dei Rappresentanti per lo stato del Maryland dal 1941 al 1943.

## Biografia
Nata a Detroit, Katharine Edgar era nipote del senatore repubblicano Louis E. McComas. Dopo gli studi e il matrimonio con il democratico William D. Byron, Katharine si dedicò alla politica insieme al marito.
William Byron venne eletto deputato alla Camera dei Rappresentanti nel 1939, ma due anni dopo morì in un incidente aereo in Georgia. Katharine decise di concorrere nelle elezioni speciali che avrebbero assegnato il seggio del marito e riuscì a vincere, divenendo la prima donna eletta al Congresso dallo Stato del Maryland.
Alla scadenza del mandato, Katharine Byron decise di ritirarsi a vita privata e si stabilì definitivamente a Washington, dove morì nel 1976 all'età di settantatré anni.
Qualche anno prima della sua scomparsa, suo figlio Goodloe era stato eletto deputato per lo stesso seggio che era stato occupato da lei e da suo marito William. Alcuni anni dopo anche Goodloe morì mentre era ancora in carica e venne succeduto dalla sua vedova Beverly, esattamente come era accaduto con William e Katharine.